# Aeroport de Zagora
L'aeroport de Zagora (àrab: مطار زاكورة, maṭār Zāgūra) (codi OACI: GMAZ) és un aeroport regional del Marroc que serveix la vila de Zagora.
L'actual aeroport fou construït entre 2007 i 2009. L'anterior aeroport tenia una pista de sorra a 30° 19′ 13″ N, 005° 52′ 00″ O / 30.32028°N,5.86667°O de 1,140 metres (3,740 ft) longitud.

## Aerolínies i destins
| Aerolínies      | Destinacions           |
| --------------- | ---------------------- |
| Royal Air Maroc | Casablanca, Ouarzazate |